# Cortul roșu (film)
Cortul roșu (titlul original: în rusă Красная палатка, transliterat: Krasnaia palatka) este un film dramatic coproducție sovieto-italiană, realizat în 1969 de regizorul Mihail Kalatozov, protagoniști fiind actorii Sean Connery, Claudia Cardinale, Hardy Kruger și Peter Finch. 

## Distribuție
- Peter Finch – generalul Umberto Nobile
- Sean Connery – Roald Amundsen
- Claudia Cardinale – sora Valeria
- Hardy Krüger – pilotul Einar Lundborg
- Massimo Girotti – Romagna
- Luigi Vannucchi – căptanul Zappi
- Mario Adorf – Biagi
- Eduard Marțevici – Finn Malmgren
- Grigori Gai – căptanul Samoilovici
- Nikita Mihalkov – pilotul Ciuhnovski
- Nikolai Ivanov – Kolka Schmidt
- Boris Hmelnițki – Viglieri
- Iuri Solomin – Troiani
- Iuri Vizbor – František Běhounek
- Donatas Banionis – Mariano
- Otar Koberidse – Cecioni

## Lansare
A fost lansat în anul 1970 și a avut parte de succes comercial, fiind vizionat de 11,8 milioane de spectatori în cinematografele din Uniunea Sovietică.

## Premii și nominalizări
- 1972 nominalizare la  Globul de Aur
  - la categoria cel mai bun film străin vorbit în engleză